# Andigena
Az Andigena a madarak (Aves) osztályának harkályalakúak (Piciformes) rendjébe, ezen belül a tukánfélék (Ramphastidae) családjába tartozó nem.

## Rendszerezésük
A nemet John Gould angol ornitológus írta le 1851-ben, az alábbi 4 faj tartozik ide:
- laposcsőrű hegyitukán (Andigena laminirostris) Gould, 1851
- feketecsőrű hegyitukán (Andigena nigrirostris) (Waterhouse, 1839)
- tarkacsőrű hegyitukán (Andigena hypoglauca) (Gould, 1833)
- csuklyás hegyitukán (Andigena cucullata) (Gould, 1846)

A laposcsőrű hegyitukánon kívül, a másik három fajt, korábban az arasszárik (Pteroglossus) közé sorolták. Egyes kutatók, a sáfránytukánt (Pteroglossus bailloni) is ide helyeznék.

## Előfordulásuk
Dél-Amerika hegységeiben, Bolíviától kezdve, egészen Venezueláig honosak. Természetes élőhelyei a szubtrópusi vagy trópusi hegyi esőerdők és cserjések. Állandó, nem vonuló fajok.

## Megjelenésük
Testhosszuk 41–51 centiméter közötti. Olajbarna háti részük, fekete fejtetejük, sárga farokalatti részük, melyen egy vörös folt is látható, továbbá kékesszürke begyi és hasi tájékuk van.

## Életmódjuk
Főleg gyümölcsökkel táplálkoznak, de magvakkal és rovarokat is fogyasztanak.